# Poua de les Torres
La Poua de les Torres és una poua, o pou de glaç, del terme municipal de Sant Quirze Safaja, al Moianès.
Està situada al nord-est de la masia de les Torres i de la urbanització del mateix nom, a l'esquerra del Tenes, uns 85 metres a llevant de la resclosa que hi ha en aquest lloc. Data del primer quart del segle xviii. S'hi pot accedir per un camí que des del Càmping L'Illa s'adreça cap al sud-est seguint el Tenes pel seu marge esquerre.